# Ron Livingston
Pour les articles homonymes, voir Livingston.
Ronald Joseph Livingston dit Ron Livingston, est un acteur américain né le 5 juin 1967 à Cedar Rapids, dans l’Iowa (États-Unis).

## Filmographie

### Cinéma
- 1992 : Franc-parler (Straight Talk) : soldat
- 1994 : Some Folks Call It a Sling Blade
- 1996 : The Low Life (en) de George Hickenlooper : Chad
- 1996 : Swingers : Rob
- 1997 : Petits cauchemars entre amis (Campfire Tales) : Rick (segment The Honeymoon) / conducteur du camping-car (segment The Campfire)
- 1999 : Dill Scallion : Ron Statlin
- 1999 : 35 heures, c'est déjà trop (Office Space) : Peter Gibbons
- 1999 : Les Rênes du pouvoir (The Big Brass Ring) : Sheldon Buckle
- 1999 : Two Ninas : Marty Sachs
- 1999 : Sexe attitudes (Body Shots) : Trent
- 2000 : Beat : Allen Ginsberg
- 2000 : Le Murmure des anges (A Rumor of Angels) : oncle Charlie
- 2002 : Le Coup de Vénus (Buying the Cow) : Tyler Carter Bellows
- 2002 : Adaptation. : Marty Bowen
- 2003 : Pirates
- 2003 : Lady Chance (The Cooler) : Larry Sokolov
- 2003 : King of the Ants : Eric Gatley
- 2004 : Winter Solstice : Mr. Bricker
- 2004 : Les Ex de mon mec (Little Black Book) : Derek
- 2005 : The Life Coach : Ron
- 2005 : Pretty Persuasion : Percy Anderson
- 2005 : Family Guy Presents Stewie Griffin: The Untold Story (vidéo) : Clerk (voix)
- 2006 : Life Happens : Ben Dreamantowski
- 2006 : Mon vrai père et moi (Relative Strangers) : Dr. Richard Clayton
- 2006 : Holly : Patrick
- 2007 : Music Within : Richard
- 2008 : McCartney's Genes : Rudolf
- 2008 : American Crude : Johnny
- 2008 : The Spleenectomy : Dr. Bannister
- 2009 : Hors du temps : Gomez
- 2010 : The Dinner : Caldwell
- 2012 : La Drôle de vie de Timothy Green : Franklin Crudstaff
- 2012 : 10 ans déjà ! (Ten Years) de Jamie Linden : Paul
- 2013 : Conjuring : Les Dossiers Warren (The Conjuring) : Roger Perron
- 2013 : Drinking Buddies de Joe Swanberg : Chris
- 2013 : Parkland : l'agent James Hosty
- 2015 : Shangri-La Suite d'Eddie O'Keefe : Elvis Presley
- 2015 : James White : Ben
- 2016 : La 5ème Vague (The 5th Wave) de J Blakeson
- 2018 : Tully de Jason Reitman
- 2018 : The Man Who Killed Hitler and Then The Bigfoot de Robert D. Krzykowski
- 2019 : Les Derniers Jours de Monsieur Brown (The Professor) de Wayne Roberts : Harry
- 2023 : The Flash d'Andrés Muschietti : Henry Allen

### Télévision
- 1995 : JAG : Corporal David Anderson
- 1996 : Townies : Curt
- 1997 : Timecop : Elliott Ness
- 1997 : Players, les maîtres du jeu (Players) : Jordan
- 1998 : That's Life : Mitch
- 2000 : Then Came You : Max
- 2001 : Untitled Charles Randolph Project (TV)
- 2001 : Frères d'armes (Band of Brothers) (feuilleton TV) : capitaine Lewis Nixon
- 2001 : The Practice : Bobby Donnell et Associés (The Practice) : procureur adjoint Alan Lowe
- 2003 : 44 Minutes de terreur (44 Minutes: The North Hollywood Shoot-Out) (TV) : Donnie Anderson
- 2003 : Sex and the City : Jack Berger
- 2005 : Dr House (House M.D.) : Dr. Sebastian Charles
- 2006 : Les Griffin (Family Guy) : employé du loueur de vidéos (voix)
- 2006 : Rêves et Cauchemars (Nightmares and Dreamscapes: From the Stories of Stephen King) : Howard Fornoy
- 2007 : American Dad! : Bob
- 2007 : Standoff : Les Négociateurs (Standoff) : Matt Flannery
- 2009 : Defying Gravity : Maddux Donner
- 2012 : Game Change : Mark Wallace
- 2013 : Boardwalk Empire : Roy Philips
- 2017 - 2020 : Loudermilk : Sam Loudermilk (30 épisodes)
- 2018 - 2019 : A Million Little Things : Jonathan Dixon (9 épisodes)

## Voix francophones
En France
| - Guillaume Lebon dans : - The Practice : Donnell et Associés (série télévisée) - Mon vrai père et moi - Hors du temps - Conjuring : Les Dossiers Warren - The Flash - Constantin Pappas dans : - Standoff : Les Négociateurs (série télévisée) - Defying Gravity (série télévisée) - Game Change (téléfilm) - Parkland - Patrick Delage dans : - Sex and the City (série télévisée) - 44 minutes de terreur (téléfilm) - A Million Little Things (série télévisée) - Mathieu Buscatto dans : - Room Service (série télévisée) - La Rumeur des anges - Thomas Roditi dans : - Trop loin pour toi - Shangri-La Suite | Et aussi - Bernard Bollet dans Swingers - Xavier Béja dans 35 heures, c'est déjà trop - Olivier Destrez dans Sexe attitudes - Thierry Kazazian dans Frères d'armes (série télévisée) - Marc Saez dans Adaptation - Emmanuel Curtil dans Le Coup de Vénus - Bruno Choël dans Lady Chance - Pierre-François Pistorio dans Dr House (série télévisée) - David Krüger dans The Dinner - Pierre Tessier dans Boardwalk Empire (série télévisée) - Olivier Cordina dans Vive les vacances - Stéphane Miquel dans The End of the Tour - Emmanuel Lemire dans La Cinquième Vague - Vincent Ropion dans Dice (série télévisée) - Philippe Bozo dans Tully - Damien Boisseau dans Le Bar de la Tendresse - Serge Faliu dans Nos soirées gâteaux-bar (en) |